# Eclipse lunar de 11 de fevereiro de 2017
| Eclipse Lunar Penumbral 11 de fevereiro de 2017                                                                    | Eclipse Lunar Penumbral 11 de fevereiro de 2017 |
| --- | ----------------------------------------------- |
| Máximo do eclipse visto de Jaslo, Polônia - 0:51 UTC                                                               |                                                 |
| A Lua cruzando a região sul ao redor do cone de sombra da Terra, sendo levemente escurecida pela zona de penumbra. |                                                 |
| Gamma | -1,0254                                         |
| Saros (e membro)                                                                                                   | 114 (59 de 71)                                  |
| Sequência de eclipses lunares                                                                                      |                                                 |
| Anterior | 16 de setembro de 2016                          |
| Próximo | 7 de agosto de 2017                             |
| Duração (hr:mn:sc)                                                                                                 |                                                 |
| Penumbral | 4:19:10                                         |
| Fases e Horários do Eclipse (UTC)                                                                                  |                                                 |
| P1 | 22:34:16 (10 de fevereiro)                      |
| Máximo | 0:45:03                                         |
| P4 | 2:53:26                                         |

O eclipse lunar de 11 de fevereiro de 2017 foi um eclipse penumbral, o primeiro de dois eclipses lunares do ano, e único como eclipse penumbral. Teve magnitude penumbral de 0,9884 e umbral de -0,0354.
Foi o eclipse penumbral mais escuro desde o eclipse de 9 de fevereiro de 2009, uma vez que a superfície lunar estava com cerca de 98 a 99% dentro da região da penumbra terrestre, porém não se caracterizou como um eclipse lunar penumbral total, quando todo o disco lunar está imerso na região penumbral, sem, contudo, entrar na sombra da Terra. A última vez que isso ocorreu foi no eclipse penumbral de 14 de março de 2006.
O eclipse também aconteceu no mesmo dia em que o cometa 45P / Honda-Mrkos-Pajdušáková fez uma aproximação da Terra (0.08318 UA).
A Lua cruzou na extremidade sul ao redor do cone de sombra da Terra, na região da penumbra da Terra, em nodo ascendente, dentro da constelação de Leão.
Por se tratar de um eclipse penumbral, é dificilmente percebido por uma observação comum. Geralmente se nota uma perda gradual de brilho e um obscurecimento sutil no disco lunar. Neste caso, como a Lua ficou coberta quase toda (cerca de 98 a 99% de seu disco) pela penumbra, ocorreu um escurecimento gradual e leve em uma parte de sua superfície (ao norte), que estava mais próxima da sombra terrestre. Teve duração total de 259 minutos.

## Série Saros
Eclipse pertencente ao ciclo lunar Saros de série 114, sendo este de número 59, totalizando 71 eclipses na série. O eclipse anterior desta série foi o eclipse penumbral de 31 de janeiro de 1999, o qual a penumbra da Terra conseguiu cobrir totalmente a Lua, e assim, se caracterizou como eclipse penumbral total, além de ter coincidido com o fenômeno da Lua Azul (que é a segunda lua cheia que ocorre no mesmo mês). E o próximo eclipse deste ciclo será com o eclipse penumbral de 22 de fevereiro de 2035.

## Visibilidade
Foi visível sobre as Américas, África, Europa e grande parte da Ásia.
| Região do planeta onde foi visível durante o máximo do eclipse - 0:44 UTC. O noroeste da África, na região do Saara, obteve melhor observação do evento, ocorrido à meia-noite. |
| Mapa de visibilidade do eclipse |

## Galeria

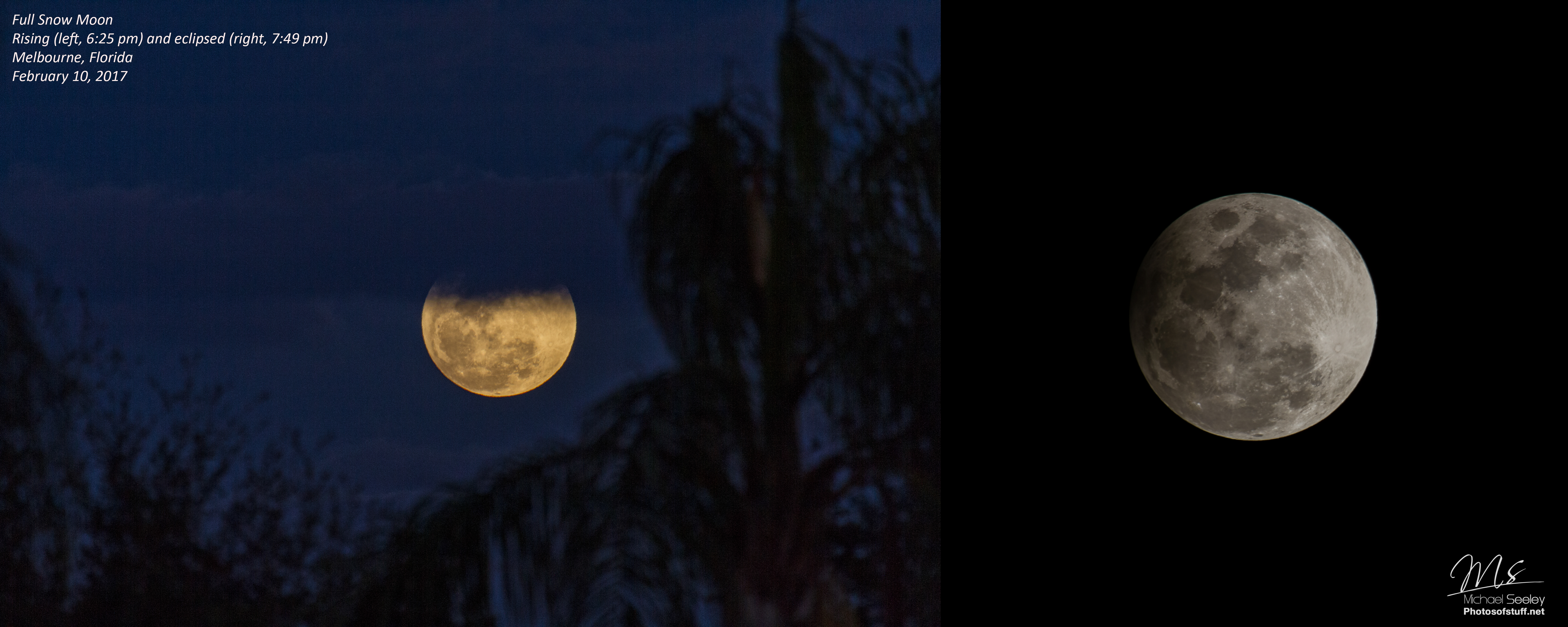
Melbourne, Flórida, 23:25 e 0:49 UTC
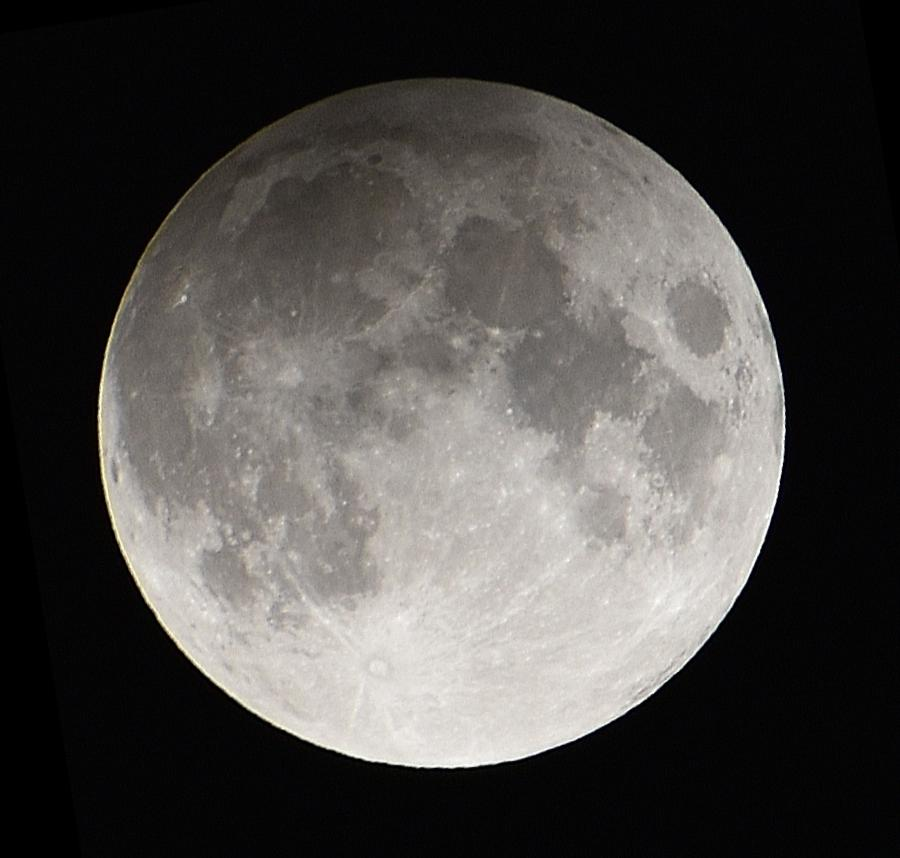
Tampa, Flórida, 0:11 UTC